# Deliverance (Space)
Deliverance è il secondo album del gruppo di musica elettronica francese Space, pubblicato nel 1977 per le etichette Vogue e Casblanca.

## Il disco
Registrato dietro pressione della casa discografica, Deliverance confermò il successo riscosso dal gruppo con il precedente lavoro, vincendo quattro dischi d'oro in patria. La copertina dell'album (raffigurante una donna nuda cadere dal cielo), stata realizzata da Hipgnosis, riporta tra i crediti la strumentazione utilizzata per l'incisione dei brani.

## Tracce
1. Prison (Ecama, Greedus) – 6:18
2. Let Me Know the Wonder (Ecama) – 7:18
3. Running in the City (Ecama) – 4:15
4. Air Force (Ecama) – 4:27
5. Baby's Paradise (Ecama) – 5:26
6. Deliverance (Ecama, Greedus) – 6:46

## Formazione
- Didier Marouani – tastiere, sintetizzatore
- Roland Romanelli – tastiere, sintetizzatore
- Joe Hammer – batteria

### Collaboratori
- Madeline Bell – voce in Prison e Deliverance
- Ray Cooper – percussioni[3]

## Strumentazione[3]
- Sintetizzatori Korg
- Clavinet Hohner
- Fender Rhodes